# Space: Above and Beyond
Space: Above and Beyond (a veces llamado Espacio 2063, y abreviado como S:AAB) es una serie de televisión de ciencia ficción estadounidense emitida en Fox, creada y escrita por James Wong y Glen Morgan. 
Originalmente planeada para cinco temporadas. Solo se emitió la primera entre los años 1995 y 1996 debido a la falta de publicidad que Fox dio a la serie y a los numerosos cambios de horario priorizando eventos deportivos. Cuando se emitió por segunda vez en Sci Fi Channel la serie recibió muy buen audiencia e incluso se ha convertido con el tiempo en un clásico de culto. Los valores de producción y sus efectos especiales fueron de primer nivel ya que la serie contó con un presupuesto de entre 1.5 y 2 millones de dólares por episodio. Fue una de las primeras series donde se comenzó a crear escenas en 3D a computadora en (CGI) para los efectos especiales. Fue nominada a dos Emmy Awards y un Premio Saturno.
La serie se desarrolla entre los años 2063‑2064, y se enfoca en un grupo de la Marina de Estados Unidos, llamado el Escuadrón 58, o los «Wildcards» de la Caballería del Espacio del Cuerpo de Marines de los Estados Unidos.

## Sinopsis
Año 2063. Tras 150 años de exploración espacial la raza humana cree que es la única forma de vida inteligente en el universo, y ha empezado a colonizar otros planetas. Durante el proceso de colonización de un planeta muy similar a la tierra una raza alienígena desconocida y misteriosa (posteriormente denominados «Chigs») destruye totalmente las colonias de los planetas Vesta y Tellus y el planeta tierra se ve sumido sin advertencia ni opción en una guerra interestelar. 
En el transcurso de su historia los humanos han creado dos subrazas. Una de ellas son los llamados Silicatos, por ser su base celular el silicio. Son androides creados a imagen y semejanza del hombre para ser sirvientes de la humanidad y soldados de guerra. Se les programó para aprender conceptos abstractos y se limitó su capacidad creativa, imposibilitándoles tener ideas propias, sin embargo, cuando un programador insertó un virus en la mente de los silicatos con la frase «corre el riesgo»  (también traducido como «juégatela»), estos se rebelaron contra sus creadores haciendo de lo aleatorio una fe y enemistándose con la raza humana, comenzando una guerra terrorista que acabó trasladándose al espacio. La otra de las razas creadas por los humanos son los invitro, vulgarmente llamados «tanques» (por el tanque de incubación en que se los gesta). Son seres humanos creados sintéticamente para la guerra contra los silicatos, ya que las bajas humanas eran altas. Se los concibió en tanques de gestación artificiales, y mantuvo en sueño criogénico hasta los diecioho años, trayéndolos a la vida a una edad adulta, sin tener familia, raíces ni infancia.
La historia revuelve alrededor de los miembros del Escuadrón 58 de la Caballería del Espacio del Cuerpo de Marines de los Estados Unidos, compuesto originalmente por cinco humanos y un invitro; las historias y motivaciones personales de sus integrantes y su participación en la guerra entre mundos.
[AeroTech es una corporación dirigida por una mesa de directores, entre ellos un hombre llamado Sewell, que se convierte en una especie de espina en el costado del Comodoro Ross. Esta corporación es responsable de Vesta y Tellus las dos únicas colonias humanas en otros mundos./Los Chigs son una raza alienígena que se parecen a los chiggers de la Tierra, por eso recibieron este nombre. Los Chigs parecen humanoides, pero son muy pocos vistos sin su traje ambiental blindado. El contacto con el agua o los lugares respirables por humanos como la atmósfera al parecer les hace disolverse. Se cree que diezmó dos colonias de la Tierra, Vesta y Tellus, empezando así la guerra interestelar.]
En el 2005 Fox saco en DVD la serie completa y con material extra, producto que tuvo un buen ritmo de ventas.

## Reparto
- Kristen Cloke — Capitán Shane Vansen.
- Rodney Rowland — Teniente Cooper Hawkes.
- Morgan Weisser — Teniente Nathan West.
- Joel de la Fuente — Teniente Paul Wang.
- Lanei Chapman — Teniente Vanessa Damphousse.
- James Morrison — Teniente Coronel Tyrus Cassius McQueen.
- Tucker Smallwood — Commodore Glen van Ross.

## Premios
- Premios Emmy (1996): Dos nominaciones.
- Premios Saturno (1996): Una nominación.
- Premio University Reader´s Choice (1996): Tres premios.